# Thein Sein
Thein Sein (Birmaans: သိန်းစိန်; uitgesproken als [θéɪɴ sèɪɴ]; geboren: Kyounku, 20 april 1945) is een Myanmarees politicus en voormalig militair commandant. Van 2011 tot 2016 was hij president van Myanmar
Hij was de premier van 2007 tot en met 2011 en wordt door sommigen beschouwd als een gematigde en hervormingsgezinde leider in de periode na de militaire dictatuur onder achtereenvolgens Ne Win, Saw Maung en Than Shwe. Zijn nieuwe regering ondernam een reeks politieke hervormingen, waaronder deregulering van gecensureerde media in het land, het vrijlaten van veel politieke gevangenen en het stoppen van een groot Chinees project waarin een stuwdam gebouwd wordt op de Irrawaddy. De ontwikkelingen die volgden waren, de benoeming van Myanmar tot voorzitter van de ASEAN-top in 2014, verbeterde betrekkingen met de Verenigde Staten en het meedoen van de belangrijkste oppositiepartij Nationale Liga voor Democratie (NLD) in de tussentijdse verkiezingen van 1 april 2012.

## Biografie
Thein Sein is geboren in Kyounku, Brits Birma, een dorpje in de Irrawaddydelta, met Maung Phyo als zijn vader en Khin Nyunt als zijn moeder. Hij was de jongste van drie kinderen. Zijn ouders waren landloze boeren, waardoor zijn vader geld moest verdienen met uitladen van boten en het weven van bamboe matten. Zijn vader werd een bhikkhu tien jaar na het overleden van zijn vrouw en bleef dat tot zijn dood.

### Militaire carrière
Thein Sein studeerde in 1968 af aan de militaire academie in het Hoogland van Shan met een Bachelor of Arts, waarna hij een tweede luitenant werd.
Tijdens zijn veertig jaar lange militaire loopbaan, werd hij beschouwd als een bureaucraat en niet als een gevechtssoldaat. In 1988 diende hij als majoor van de 55e Divisie Lichte Infanterie uit de divisie Sagaing. Later diende hij als commandant in het 89e Infanterie Bataljon in dezelfde divisie. Het jaar daarna studeerde hij aan het college voor commandanten en de generale staf in Kalaw, Shan. In 1991 keerde hij terug naar Yangon nadat hij tot kolonel en eerstegraads officier van de generale staf van het Ministerie van Oorlog gepromoveerd was.
Hij werd gepromoveerd tot brigadegeneraal, maar bleef op zijn ministeriële positie. In 1995 werd hij als commandant van het commando voor militaire operaties in Yangon geworven. Een jaar later, in 1996 werd hij als leider voor het regionale militaire commando in Kengtung, Shan aangewezen. Hij heeft van 1997 tot en met 2001 gediend in deze positie.
In 1997 werd hij lid van het State Peace and Development Council en werd in 2003 als tweede secretaris aangewezen en datzelfde jaar nog tot luitenant-generaal. Nadat Khin Nyunt in 2004 werd afgezet, werd Thein Sein tot eerste secretaris en generaal gepromoveerd.

### Premier
Thein Sein werd in april 2007 door de toenmalige militaire dictatuur aangesteld als interim-premier, waar hij Soe Win verving, omdat hij voor leukemie behandeld werd. Thein Sein werd officieel aangesteld als Soe Win's permanente vervanger op 24 oktober 2007 nadat Soe Win op 12 oktober was overleden.
Hij was de eerste secretaris van het State Peace and Development Council, de op drie na hoogste generaal en de voorzitter van de Nationale Conventie van de Bijeenroeping Commissie.
In 2007, enige tijd na zijn officiële aanstelling als premier van Myanmar, werd hij gepromoveerd van luitenant-generaal tot generaal. Tijdens zijn eerste reis buiten Myanmar voerde hij opnieuw onderhandelingen op hoog niveau, ditmaal met Laos, Vietnam en Cambodja.
In de nasleep van cycloon Nargis in mei 2008, leidde hij het Nationaal Centraal Ramp Paraatheid Comité als voorzitter en werd na de ramp bekritiseerd voor het blokkeren door de overheid van hulpacties.

### Presidentschap

#### Verkiezing en benoeming
Op 29 april 2010 trok hij zich terug uit het leger, samen met nog 22 andere militaire functionarissen, om de Union Solidarity and Development Party als een burger te leiden. Tijdens de algemene verkiezingen van 2010 was hij de leider van de Union Solidarity and Development Party, die streed in een controversiële verkiezing streed en de meerderheid van de zetels in de Unie vergadering. Thein Sein streed tegen Kyaw Aye, een kandidaat van de Partij van Nationale Eenheid, voor zetel in het Huis van Afgevaardigden te verkrijgen om de kiezers van het Zabuthiri Township (NUT) te kunnen vertegenwoordigen. Hij won naar verluidt met 91,2% van de stemmen (65.620).

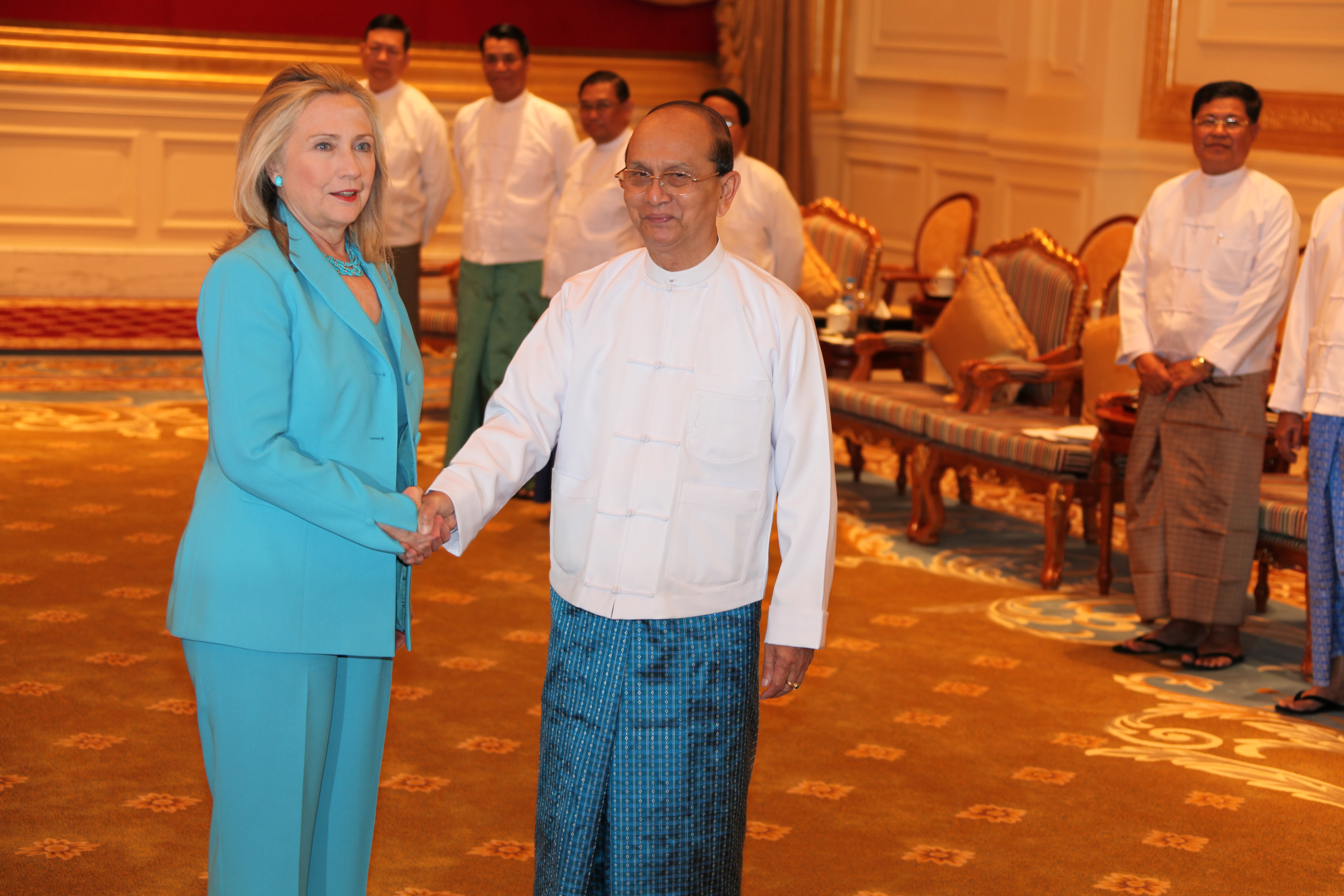
Hillary Clinton, de toenmalige Minister van Buitenlandse Zaken van de Verenigde Staten ontmoet Thein Sein in Naypyidaw op 1 december 2011.

Op 4 februari 2011 werd hij door het presidentiële kiescollege van de Unie vergadering verkozen tot de volgende president van Myanmar, wat hem de eerste permanente burger president van Myanmar in 49 jaar maakte. Tin Aung Myint Oo en Sai Mauk Kham werden benoemd als nieuwe vicepresidenten. Thein Sein, de vicepresidenten en het nieuw gekozen parlement werden op 30 maart 2011 beëdigd.

#### Regionaal beleid
In de eerste maanden van zijn presidentschap zocht hij hulp van de secretaris-generaal van de ASEAN, Surin Pitsuwan, voor de strijd om de ASEAN-top van 2014 te mogen leiden. Met ingang van juli 2011 heeft de overheid een planning commissie onder leiding van de minister van Buitenlandse Zaken – Wunna Maung Lwin – gevormd.

#### Binnenlands beleid
Sommigen zien Thein Sein als een schappelijk leider, omdat hij bereid was om Aung San Suu Kyi te betrekken in zijn politiek. Hij had een opvallende ontmoeting met haar op 19 augustus 2011, zeker omdat zij kritiek had op de politiek die in Myanmar gevoerd werd.
Op 17 augustus 2011 werd hij door de staatskrant, The New Light of Myanmar, geciteerd:

We will make reviews to make sure that Myanmar [Burmese] citizens living abroad for some reasons can return home if they have not committed any crimes. And if a Myanmar citizen in a foreign country who committed crimes applies for returning home to serve terms, we will show our benevolent attitude in dealing with his case.

(We zullen beoordelingen gaan maken om zeker te stellen dat Myanmarese [Birmese] burgers die in het buitenland wonen door een onbepaalde reden terug kunnen keren zolang ze geen misdaden hebben gepleegd. En als een Myanmarese burger een misdaad heeft begaan en zich in het buitenland begeeft, terug wil komen, zullen wijmet een welwillende houding omgaan met die zaak.)
— Thein Sein

Verscheidene nieuwsbronnen interpreteerde dit als een uitnodiging voor overzeese Birmezen om terug te keren naar hun thuisland om de Myanmarese economie weer op te bouwen.

#### Privéleven
Thein Sein is getrouwd met Khin Khin Win en heeft drie dochters. Een van hun dochters, Yin Thuzar Thein, is getrouwd met een militair gezagvoerder, Han Win Aung. Thein Sein lijdt aan hartziekte en gebruikt daarom een pacemaker.